# Leptogryllus kainalu
Leptogryllus kainalu är en insektsart som beskrevs av Otte, D. 1994. Leptogryllus kainalu ingår i släktet Leptogryllus och familjen syrsor. Inga underarter finns listade i Catalogue of Life.